# Mariä-Geburt-Kirche (Rimkai)

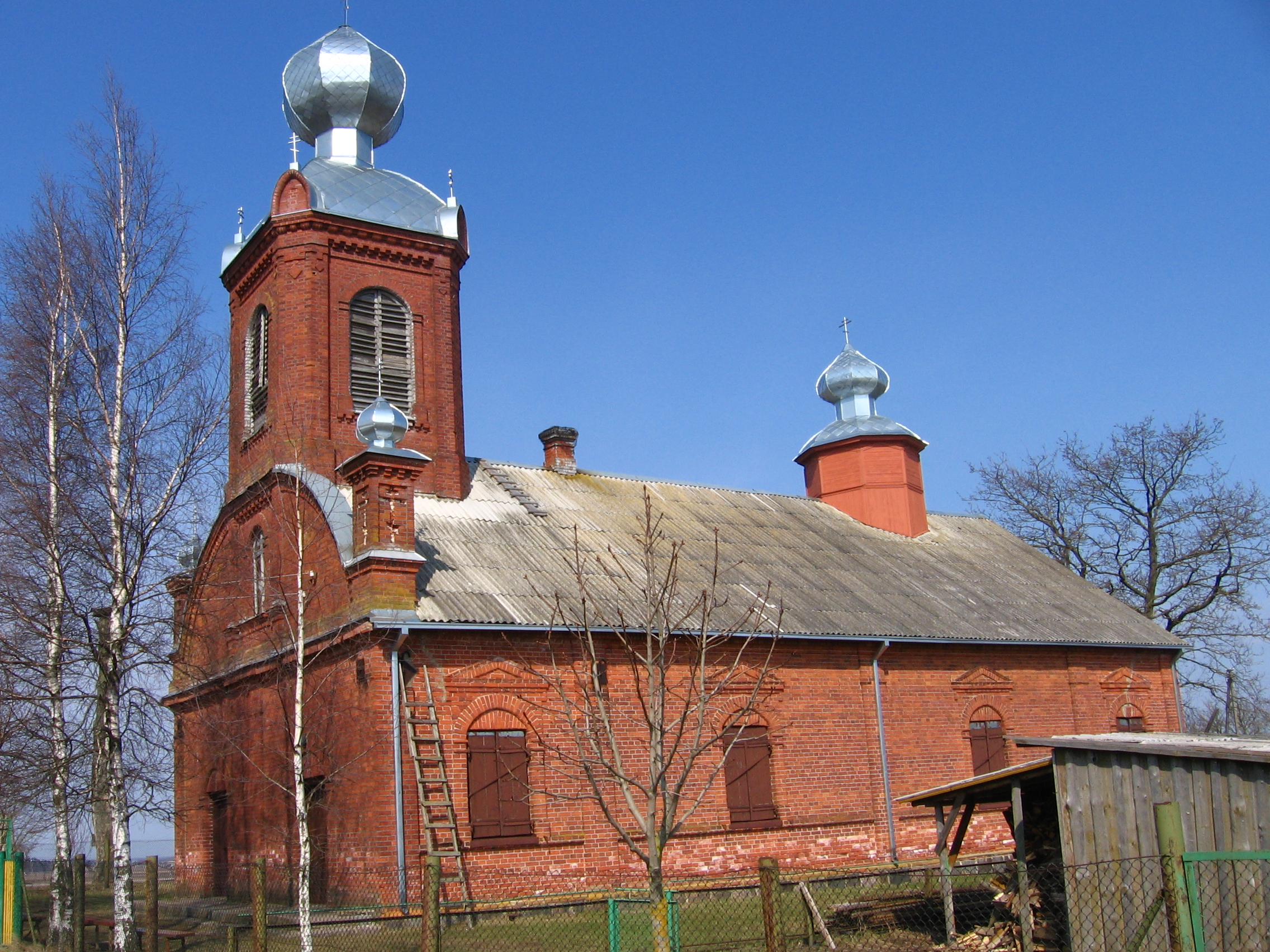
Kirche

Die Mariä-Geburt-Kirche (russisch Рымкайский храм во имя Рождества Богородицы) ist eine altorthodox-pomorische Kirche im Dorf Rimkai in Litauen. Sie befindet sich 1 km von der Mittelstadt Jonava, im Amtsbezirk Kulva der Rajongemeinde Jonava, im Bezirk Kaunas. Das Bauwerk wurde um 1900 aus roten Ziegeln erbaut und trägt das Patrozinium Mariä Geburt. Im Zuge einer Renovierung von 1994 bis 1997 wurde ein Kirchturm aufgesetzt.

## Geschichte
Die Altgläubigen leben in Rimkai seit dem 18. Jahrhundert. Damals gehörte das Dorf zur Wojewodschaft Vilnius. Vor 1795 war es eines der ältesten russischen Zentren in Litauen. Urkundlich wurde am Ende des 18. Jahrhunderts eine Kirche erwähnt. Am Anfang des 20. Jahrhunderts hatte die Gemeinde mindestens 1000 Mitglieder, obwohl nur 415 Einwohner in Rimkai lebten.
Um 1900 baute man eine neue Mauerkirche. In der Zwischenkriegszeit des 20. Jahrhunderts war Rimkai eine der größten altorthodoxen Gemeinde in Litauen. 1937 gehörten zu ihr 2140 Altgläubige. Die sowjetischen Behörden registrierten die Gemeinde erst im Juli 1948.